# Le Perrey
Le Perrey é uma comuna francesa na região administrativa da Normandia, no departamento de Eure. Estende-se por uma área de 21.40 km². Em 2010 a comuna tinha 1 252 habitantes (densidade: 58,5 hab./km²). Foi criada em 1 de janeiro de 2018, após a fusão das antigas comunas de Fourmetot (sede), Saint-Ouen-des-Champs e Saint-Thurien.